# Marquês de Carabás
Marquês de Carabás é o nome imaginário de um dos personagens do conto O Gato de Botas de Charles Perrault, publicado pela primeira vez em 1697 com Contos da Mamãe Ganso.
Também se encontra em Le renard doré, de 1900, um conto no livro Contes des landes et des grèves onde se pode ler o nome “Marquis de Carabas” dezessete vezes. 